# Everton Nogueira
Everton Nogueira (nacido el 12 de diciembre de 1959) es un exfutbolista brasileño que se desempeñaba como centrocampista.
Jugó para clubes como el Londrina, São Paulo, Guarani, Atlético Mineiro, Corinthians Paulista, Oporto, Yokohama Marinos y Kyoto Purple Sanga.

## Trayectoria

### Clubes
| Club                 | País     | Año         |
| -------------------- | -------- | ----------- |
| Londrina             | Brasil   | 1977 - 1979 |
| São Paulo            | Brasil   | 1981 - 1983 |
| Guarani              | Brasil   | 1983 - 1984 |
| Atlético Mineiro     | Brasil   | 1984 - 1986 |
| Corinthians Paulista | Brasil   | 1987 - 1988 |
| Oporto               | Portugal | 1988 - 1989 |
| Atlético Mineiro     | Brasil   | 1989 - 1990 |
| Yokohama Marinos     | Japón    | 1991 - 1994 |
| Kyoto Purple Sanga   | Japón    | 1994        |

## Estadística de carrera

### J. League
| Club             | Año   | J. League | J. League | Copa J. League | Copa J. League | Total | Total |
| Club             | Año   | Part.     | Goles     | Part.          | Goles          | Part. | Goles |
| ---------------- | ----- | --------- | --------- | -------------- | -------------- | ----- | ----- |
| Yokohama Marinos | 1992  | -         | -         | 9              | 7              | 9     | 7     |
| Yokohama Marinos | 1993  | 22        | 5         | 4              | 2              | 26    | 7     |
| Yokohama Marinos | 1994  | 1         | 0         | 0              | 0              | 1     | 0     |
| Total            | Total | 23        | 5         | 13             | 9              | 36    | 14    |

## Palmarés

### Títulos nacionales
| Título             | Club             | País  | Año  |
| ------------------ | ---------------- | ----- | ---- |
| Copa del Emperador | Yokohama Marinos | Japón | 1992 |